# Pia Skrzyszowska
Pia Skrzyszowska (* 20. April 2001 in Warschau) ist eine polnische Sprinterin und Hürdenläuferin, die sich auf die 100-Meter-Distanz spezialisiert hat. Ihren größten Erfolg feierte sie mit dem Europameistertitel 2022 über 100 Meter Hürden. Ihre Mutter Jolanta Bartczak war ebenfalls als Leichtathletik aktiv.

## Sportliche Laufbahn
Erste internationale Erfahrungen sammelte Pia Skrzyszowska beim Europäischen Olympischen Jugendfestival (EYOF) 2017 in Győr, bei dem sie über 100 Meter Hürden in der ersten Runde nicht ins Ziel gelangte und mit der polnischen 4-mal-100-Meter-Staffel in 47,84 s den sechsten Platz belegte. Im Jahr darauf schied sie bei den U18-Europameisterschaften ebendort im 100-Meter-Lauf mit 11,94 s im Halbfinale aus und belegte über 200 Meter in 24,63 s den achten Platz. Kurz darauf erreichte sie bei den U20-Weltmeisterschaften in Tampere mit der Staffel in 44,61 s Rang sechs und im Oktober nahm sie im 200-Meter-Lauf an den Olympischen Jugendspielen in Buenos Aires teil und klassierte sich dort auf dem sechsten Platz. 2019 gewann sie bei den U20-Europameisterschaften in Borås in 13,35 s die Silbermedaille im Hürdensprint und erreichte mit der Staffel in 44,72 s Rang sechs. 2021 wurde sie bei den Halleneuropameisterschaften in Toruń in 7,95 s Fünfte über 60 Meter Hürden. Anfang Mai wurde sie dann bei den World Athletics Relays im heimischen Chorzów in 44,10 s Zweite mit der 4-mal-100-Meter-Staffel hinter dem Team aus Italien. Anschließend siegte sie in 12,92 s beim „Anhalt 2021“ und siegte dann im Juli in 12,77 s auch bei den U23-Europameisterschaften in Tallinn. Daraufhin nahm sie an den Olympischen Spielen in Tokio teil und schied dort mit 12,89 s im Halbfinale aus und verpasste mit der 4-mal-100-Meter-Staffel mit 43,09 s den Finaleinzug.
2022 startete sie über 60 Meter bei den Hallenweltmeisterschaften in Belgrad und schied dort mit 7,17 s im Semifinale aus. Ende Mai siegte sie in 12,68 s beim Poznań Athletics Grand Prix und im Juli schied sie bei den Weltmeisterschaften in Eugene mit 12,62 s im Semifinale aus. Anschließend siegte sie bei den Europameisterschaften in München über die Hürden und sicherte sich dort zudem in 42,61 s gemeinsam mit Anna Kiełbasińska, Marika Popowicz-Drapała und Ewa Swoboda die Silbermedaille hinter Deutschland und stellte damit einen neuen polnischen Landesrekord auf. Im Jahr darauf wurde sie bei der 1. Liga der Team-Europameisterschaft im Rahmen der Europaspiele in 12,77 s Erste und sicherte sich damit ligenübergreifend die Goldmedaille. Anfang Juli wurde sie bei der Bauhaus-Galan in 12,78 s Dritte und im August schied sie bei den Weltmeisterschaften in Budapest mit 12,71 s im Halbfinale aus und belegte mit der Staffel in 42,66 s den fünften Platz. 2024 gewann sie bei den Hallenweltmeisterschaften in Glasgow in 7,79 s die Bronzemedaille hinter der Bahamaerin Devynne Charlton und Cyréna Samba-Mayela aus Frankreich. Im Juli steigerte sie ihre Bestleistung in La Chaux-de-Fonds auf 12,37 s und schied dann im August bei den Olympischen Sommerspielen in Paris mit 12,54 s im Halbfinale aus.
2025 gewann sie bei den Halleneuropameisterschaften in Apeldoorn in 7,83 s die Bronzemedaille über 60 m Hürden hinter der Schweizerin Ditaji Kambundji und Nadine Visser aus den Niederlanden. Kurz darauf belegte sie bei den Hallenweltmeisterschaften in Nanjing mit neuem Landesrekord von 7,74 s den vierten Platz und löste damit Zofia Bielczyk als polnische Rekordhalterin ab.
2021 wurde Skrzyszowska polnische Meisterin im 100-Meter-Lauf sowie von 2021 bis 2024 über 100 m Hürden. Zudem wurde sie 2024 und 2025 Hallenmeisterin im 60-Meter-Hürdenlauf.

## Persönliche Bestzeiten
- 100 Meter: 11,12 s (+1,4 m/s), 21. Mai 2022 in Kalamata
  - 60 Meter (Halle): 7,12 s, 5. März 2022 in Toruń
- 200 Meter: 23,05 s (−0,1 m/s), 15. August 2021 in Stettin
- 100 m Hürden: 12,37 s (+1,6 m/s), 14. Juli 2024 in La Chaux-de-Fonds
  - 60 m Hürden (Halle): 7,74 s, 23. März 2025 in Nanjing (polnischer Rekord)